# عظايا حرشفية
العظايا الحرشفية أو الليبيدوصوريات  (الاسم العلمي: Lepidosauria) هي طائفة من الحيوانات تتبع شعبة الحبليات. تنقسم العظايا الحرشفية إلى رتيبتي «سكاماتا» و«سفينودونتيداي». ينتمي إلى السكاماتا الثعابين والسحالي والأمفيسبانيا. ويمثل رتيبة السفينودونتيداي جنسين من تواتارا تسكن الآن في نيوزيلاندا وكنت تلك الرتيبة منتشرة بكثرة في ال 200 مليون سنة الماضية، وكانت متنوعة. وتعتبر العظايا الحرشفية أختا للأركوصورات التي تضم الطيور والتماسيح. وتعتبر عائلة التواتارا هي الوحيدة التي عاشت حتى الآن وتسمى جنس «سفينودون». وتشكل السحالي والثعابين أكثر مجموعات العظايا الحرشفية تنوعا ويوجد منها نحو 8000 من الأنواع.
يوجد من التواتارا التي توجد في نيوزيلندا نوعين، كما نجد اختلافات جسمية ملحوظة بين السحالي والتواترات والثعابين.

## التشخيص

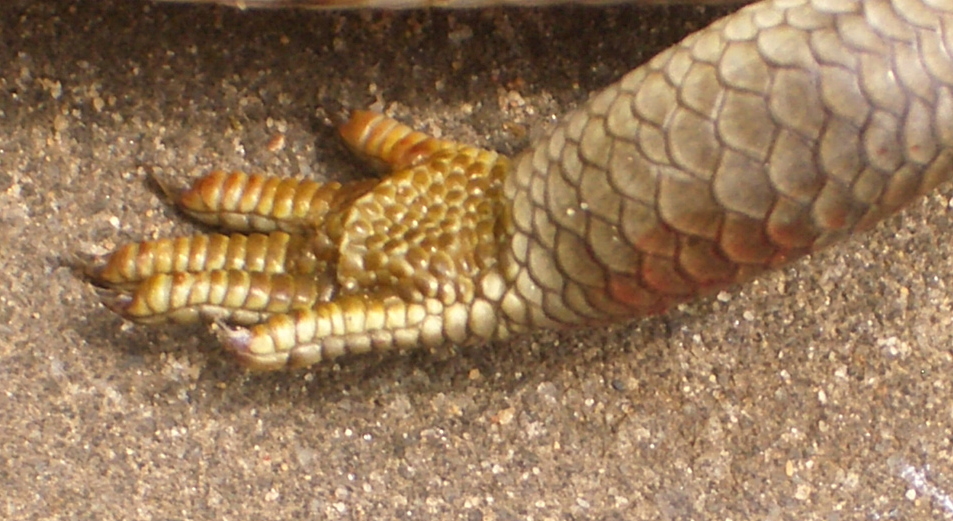
The foot of a سقنقورية, showing lepidosaurs' iconic overlapping حرشفة (تشريح)

يمكن التفرقة بين الزواحف في رتيبة العظايا الحرشفية من الزواحف الأخرى باختلافات كثيرة في صفاتها. أولا، الذكور منها له شبه قضيب بدلا من قضيب أوحد الذي يوجد في التماسيح والطيور والثدييات والسلاحف. ويوجد شبه القضيب في ذكور العظايا الحرشفية في قاعدة الذيل. أما التواتارا فلم يكتمل فيها شبه القضيب تماما.
ثانيا، في استطاعة العظايا الحرشفية إعادة تكوين الذيل ـ إلا أن تلك الخاصية قد ضاعت في بعض الأنواع. توجد في فقرات ذيل السحالي مستويات للانقسام تساعد على انقسامها، كما يوجد في بعض منها هذة مستويات انقسام وفي البعض الآخر مستوى واحد للانقسام. وأحيانا يكون إعادة تكون الذيل (بعد انقطاعه) ليس تاما ويكون في هيئة عظمة غضروفية واحدة بدلا من عدة فقرات. وفي الثعابين فينقسم الذيل بين فقرتين وبعض أنواعها لا تمتلك خاصية إعادة تكوين الذيل.
ثالثا، تكون الحراشيف في العظايا الحرشفية من مادة كيراتينية ولها بنية تحت جلدية تسمح بخلعها كمجموعة كاملة، وهذا يختلف عن الزواحف الأخرى.

## تاريخ الأحفوريات

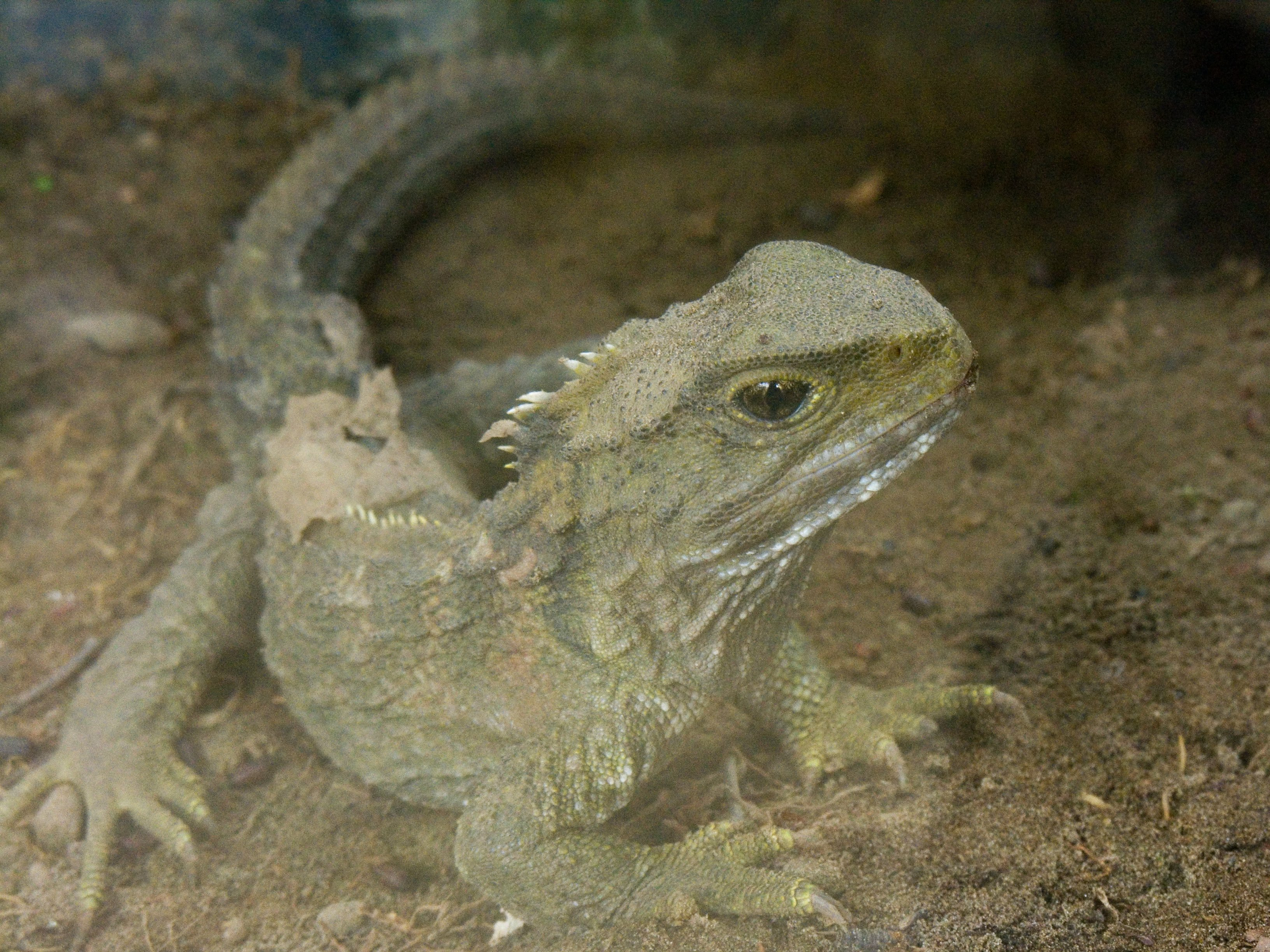
تواترا

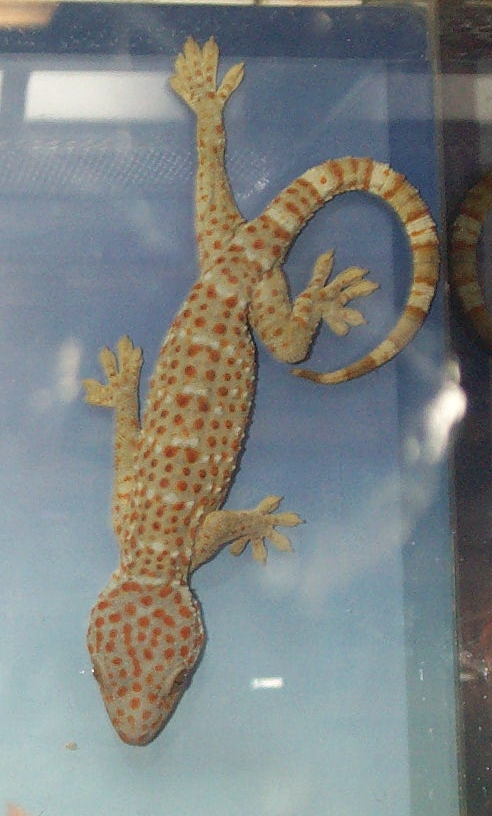
البرص

لا يوجد للثعابين مستحثات أحفورية كثيرة، وأقدم أحفورة عثر عليها لثعبان تنتمي إلى العصر الطباشيري.
. كما عثر على أحفوريات للثعبان من العصر الثلاثي ولكنها انقرضت خلال حقبة الإيوسين. كما عثر على أول كولوبريد خلال حقبة الإيوسين.
وظهرت السحالي خلال وسط العصر الجوراسي. أما الأبراص فظهرت أول مرة في نهاية العصر الجوراسي، وأما الإجوانيا فظهرت أول مرة في العصر الطباشيري المتأخر.
وانقرضت سحالي العصر الطباشيري منذ 160 - 65 مليون سنة.
وظهرت أحفورات السفينودونتيداي أول مرة في العصر الجوراسي المبكر (200 - 175 مليون سنة سبقت) مما يجعلها أقدم الأحفورات التي عثر عليها للعظايا الحرشفية. وتوجد حاليا حيوان التواتارا في بعض الجزر الصغيرة بالقرب من ساحل نيوزيلاندا. ولكن الحفريات تبين أنها كانت تعيش على أرض نيوزيلاندا وأنها كانت منتشرة في أماكن أخرى من العالم.

## اقرأ أيضا
- صوروبسيدا
- تيرانوصور
- ديناصور
- تريسراتبس
- أنكيلوصوريات
- جيجانتوصور
- سبينوصور الديناصور المصري
- بحرية صور
- ديناصور ذو ريش
- الطيور
- دربوميوصوريداي